# MTV Video Music Award a legjobb rock videóért
Az MTV Video Music Award a legjobb rock videóért díjat először 1989-ben adták át, egyike annak a négy kategóriának, melyet abban az évben vezettek be. Akkor még Best Heavy Metal Video (Legjobb heavy metal videó) volt a neve. 1990-től 1995-ig Best Metal/Hard Rock Video (Legjobb metal/hard rock videó) néven adták át a díjat, míg 1996-ban Best Hard Rock Video-ra (Legjobb hard rock videó) nevezték át. A kategória 1997-ben kapta meg mai, általánosabb nevét: Best Rock Video (Legjobb rock videó). 1999-től a korábban a Best Alternative Video (Legjobb alternatív videó) kategóriában jelölt alkotásokat is ebben a kategóriában díjazzák. 2007-ben nem adták át a díjat, mivel a VMA kategóriák közül több eredeti kategóriát megszüntettek. 2008-ban azonban visszatért a kategória, több 2007-ben megszüntetett kategóriával együtt.
Az Aerosmith együttes büszkélkedhet a legtöbb jelöléssel és egyben a legtöbb díjazással is – nyolc jelölésből négyszer vihették haza a díjat. A legtöbb díjazás listáján a Linkin Park a második a maga három győzelmével, míg a második legtöbb jelöléssel a Metallica bír (6 jelölés).
| Év   | Győztes                                            | További jelöltek |
| ---- | -------------------------------------------------- | --- |
| 1989 | Guns N’ Roses — Sweet Child o’ Mine                | - Metallica — One |
| 1990 | Aerosmith — Janie’s Got a Gun                      | - Slaughter — Up All Night |
| 1991 | Aerosmith — The Other Side                         | - Warrant — Uncle Tom’s Cabin |
| 1992 | Metallica — Enter Sandman                          | - Van Halen — Right Now |
| 1993 | Pearl Jam — Jeremy                                 | - Nine Inch Nails — Wish |
| 1994 | Soundgarden — Black Hole Sun                       | - Rollins Band — Liar |
| 1995 | White Zombie — More Human than Human               | - Stone Temple Pilots — Interstate Love Song |
| 1996 | Metallica — Until It Sleeps                        | - Rage Against the Machine — Bulls on Parade |
| 1997 | Aerosmith — Falling in Love (Is Hard on the Knees) | - Rage Against the Machine — People of the Sun |
| 1998 | Aerosmith — Pink                                   | - Metallica — The Unforgiven II |
| 1999 | Korn — Freak on a Leash                            | - The Offspring — Pretty Fly (For a White Guy) |
| 2000 | Limp Bizkit — Break Stuff                          | - Rage Against the Machine — Sleep Now in the Fire |
| 2001 | Limp Bizkit — Rollin’ (Air Raid Vehicle)           | - Weezer — Hash Pipe |
| 2002 | Linkin Park — In the End                           | - System of a Down — Chop Suey! |
| 2003 | Linkin Park — Somewhere I Belong                   | - The White Stripes — Seven Nation Army |
| 2004 | Jet — Are You Gonna Be My Girl                     | - Linkin Park — Breaking the Habit |
| 2005 | Green Day — Boulevard of Broken Dreams             | - Weezer — Beverly Hills |
| 2006 | AFI — Miss Murder                                  | - Red Hot Chili Peppers — Dani California |
| 2007 | A díjat nem adták át                               | A díjat nem adták át |
| 2008 | Linkin Park — Shadow of the Day                    | - Slipknot — Psychosocial |
| 2009 | Green Day — 21 Guns                                | - Paramore — Decode |
| 2010 | Thirty Seconds to Mars — Kings and Queens          | - Paramore — Ignorance |
| 2011 | Foo Fighters — Walk                                | - Mumford & Sons — The Cave |
| 2012 | Coldplay — Paradise                                | - Jack White — Sixteen Saltines |
| 2013 | Thirty Seconds to Mars — Up in the Air             | - Vampire Weekend — Diane Young |
| 2014 | Lorde — Royals                                     | - Linkin Park — Until It's Gone |
| 2015 | Fall Out Boy — Uma Thurman                         | - Walk the Moon — Shut Up And Dance |
| 2016 | Twenty One Pilots — Heathens                       | - All Time Low — Missing You - Coldplay — Adventure of a Lifetime - Fall Out Boy (Demi Lovato közreműködésével) — Irresistible - Panic! at the Disco — Victorious                              |
| 2017 | Twenty One Pilots — Heavydirtysoul                 | - Coldplay — A Head Full of Dreams - Fall Out Boy — Young and Menace - Foo Fighters — Run - Green Day — Bang Bang                                                                              |
| 2018 | Imagine Dragons — Whatever It Takes                | - Fall Out Boy — Champion - Foo Fighters — The Sky Is a Neighborhood - Linkin Park — One More Light - Panic! at the Disco — Say Amen (Saturday Night) - Thirty Seconds to Mars — Walk on Water |
| 2019 | Panic! at the Disco — High Hopes                   | - The 1975 — Love It If We Made It - Fall Out Boy — Bishops Knife Trick - Imagine Dragons — Natural - Lenny Kravitz — Low - Twenty One Pilots — My Blood                                       |
| 2020 | Coldplay — Orphans                                 | - blink-182 – Happy Days - Evanescence – Wasted on You - Fall Out Boy (Wyclef Jean közreműködésével) – Dear Future Self (Hands Up) - Green Day – Oh Yeah! - The Killers – Caution              |

## Rekordok
- Legtöbb győzelem

1. Aerosmith: 4 győzelem
2. Linkin Park: 3 győzelem
3. Metallica, Limp Bizkit, Green Day, Coldplay, Twenty One Pilots: 2 győzelem

- Legtöbbször jelölt előadók (2010-ig)

1. Fall Out Boy: 9 jelölés
2. Aerosmith, Linkin Park: 8 jelölés
3. Foo Fighters: 7 jelölés
4. Metallica: 6 jelölés